# The Revenge of Shinobi
The Revenge of Shinobi (ザ・スーパー・忍, The Super Shinobi) é um jogo eletrônico de plataforma desenvolvido e publicado pela Sega em 1989. É o segundo jogo de uma saga, sendo que o primeiro Shinobi, teve início nos arcades, em 1987. A trilha sonora foi composta por Yuzo Koshiro, e ficou mundialmente famosa.

## História
Retirado do manual da versão norte-americana:
Nos refúgios impenetráveis das montanhas japonesas existem guerreiros místicos. Eles são os Ninjas, mestres da batalha, que possuem poderes aparentemente impossíveis. Em combate, eles podem saltar a deslumbrantes alturas; Quando atingidos, permanecem ilesos; Do céu, eles podem invocar chamas para torrar seus inimigos.
Joe Musashi estudou as técnicas Ninja desde que era pequeno. Ele já foi o mais fraco de seu dojô, facilmente dominado por todos, mas agora, depois de anos de práticas e meditação, ele finalmente dominou a habilidade de ninjitsu; A arte de se esconder e enganar, a arte da Katana e do Shuriken, e o controle dos quatro elementos através da magia Ninja. Ele se tornou Shinobi. Ele vê e sabe tudo.
Agora o sindicato criminoso do mal Neo Zeed enviou seu ninjas, soldados e espiões para dominar o mundo. Como uma advertência para o clã de Oboro, eles assassinaram o sensei do Musashi, e seqüestraram a bela Naoko. Shinobi jurou vingar a morte de seu mestre. Ele não parará até que o último dos subordinados do Neo Zeed seja destruído.

## Versões
Como consequência de problemas de copyright, nos EUA, alguns Bosses foram trocados nas diversas versões do jogo.
- Versão 1.00: Podemos encontrar imitações do Batman, do Rambo, do Godzilla, e do Homem-Aranha.
- Versão 1.01: O Batman foi modificado, de modo a parecer um morcego como o Devilman, o Rambo com o Lança-Chamas foi substituído pelo um inimigo careca; o Godzilla e o Homem-Aranha permanecem.
- Versão 1.02: O Godzilla foi substituído por um esqueleto; o Batman desaparece; desta vez, o Homem-Aranha ganha uma referência de copyright no início do jogo.

## Fases
O jogo é dividido em 8 níveis, cada um com 3 atos, sendo o terceiro reservado para o chefe.As fases são:
Ibarki Province:
O jogo começa em uma floresta de bambu, onde muitos ninjas e samurais virão tentar te deter. No segundo ato, você entrará numa típica casa japonesa, onde enfrentará mais inimigos.
Tokyo:
Na segunda fase, você terá de passar por cachoeiras, onde ninjas e morcegos gigantes aparecerão. Em seguida, chegará em Tokyo, onde deverá andar sobre os prédios. Cuidado com alguns lutadores de kung fu e com as freiras.
Base Militar:
Você chegará ao complexo militar de Neo Zeed, vigiado fortemente por muitos soldados. Depois, entrará dentro de um avião, onde deverá tomar cuidado para não ser arremessado para o céu.
Detroit:
Depois do Japão, você chegará aos EUA, em um ferro velho. Após passar por ele, chegará a uma oficina.
Area Code 818:
Primeiro, escale um prédio, repleto de adversários e plataformas com lasers. Depois, chegará a um viaduto, onde deve ter muito cuidado com os carros e as freiras.
China Town:
Em New York, no bairro chinês, onde enfrentará gangues de kung fu. Depois partirá para um metrô em movimento.
Florida:
Você chegará a um porto, próximo a base de Neo Zeed. Depois, entrará em um imenso galpão.
Base do Neo Zeed:
Primeiro, você vai estar em uma plataforma, onde enfrentará inúmeros inmigos. Depois, chegará ao subsolo, em um imenso labirinto, dificílimo de ser passado. Depois de passálo, ficará frente a frente com Zeed.